# Bela Chotenaszwili
Bela Chotenaszwili (ur. 1 czerwca 1988 w Telawi) – gruzińska szachistka, arcymistrzyni od 2007, posiadaczka męskiego tytułu arcymistrza od 2013 roku.

## Kariera szachowa
Wielokrotnie reprezentowała Gruzję na mistrzostwach świata i Europy juniorek w różnych kategoriach wiekowych, zdobywając dwa medale: złoty (Heraklion 2004 – MŚ do 16 lat) oraz brązowy (Oropesa del Mar 1998 – MŚ do 10 lat). Była również wielokrotną medalistką mistrzostw kraju juniorek, zajmując m.in. dz. I m. w latach 2002 (w kategorii do 16 lat, wspólnie z Salome Melią oraz w 2008 (do 20 lat, wspólnie z Maką Purtseladze i Mirandą Mikadze) oraz samodzielnie I m. w 2007 roku (do 20 lat).
Normy na oba międzynarodowe tytuły, które posiada, wypełniła w Kusadasi (2006, indywidualne mistrzostwa Europy) oraz Baku (2007, turniej President's Cup), z tym że tytuł mistrza międzynarodowego otrzymała dopiero w 2009 roku (po spełnieniu wymagań rankingowych). W 2008 r. podzieliła IV-V m.(za Naną Dzagnidze, Salome Melią i Mają Lomineiszwili, wspólnie z Sopiko Chuchaszwili) w finale indywidualnych mistrzostw Gruzji, natomiast w 2009 r. zwyciężyła (wspólnie z Lelą Dżawachiszwili) w Pucharze Mai Cziburdanidze w Tbilisi. W 2012 r. zdobyła w Anaklii tytuł indywidualnej mistrzyni Gruzji, natomiast w 2013 r. zwyciężyła w turnieju Neva Women's Grand Prix w Genewie.
Wielokrotnie reprezentowała Gruzję w turniejach drużynowych, m.in.:
- trzykrotnie na olimpiadach szachowych (w latach 2010, 2012, 2014); trzykrotna medalistka: wspólnie z drużyną – brązowa (2010) oraz indywidualnie – srebrna (2014 – na II szachownicy) i brązowa (2010 – na V szachownicy)[3],
- trzykrotnie na drużynowych mistrzostwach świata (w latach 2011, 2013, 2015); dwukrotna medalistka: wspólnie z drużyną – brązowa (2011) oraz indywidualnie – srebrna (2011 – na III szachownicy)[4],
- dwukrotnie na drużynowych mistrzostwach Europy (w latach 2009, 2013); trzykrotna medalistka: wspólnie z drużyną – srebrna (2009) oraz indywidualnie – dwukrotnie srebrna (2009 – na V szachownicy, 2013 – na IV szachownicy)[5].

Najwyższy ranking w dotychczasowej karierze osiągnęła 1 czerwca 2013 r., z wynikiem 2531 punktów zajmowała wówczas 9. miejsce na światowej liście FIDE, jednocześnie zajmując 2. miejsce (za Naną Dzagnidze) wśród gruzińskich szachistek.